# Manchesterismo
Il manchesterismo (o scuola di Manchester) è stato un movimento liberista britannico dell'Ottocento, guidato da Richard Cobden e John Bright.
Tanti economisti si sono fondati su questa corrente di pensiero, attuando il liberismo economico. Il caso italiano più famoso è Alberto De' Stefani. Gli obiettivi di questa politica sono colmare il disavanzo del bilancio pubblico, perseguire un'economia produttivistica e rendere possibile il risparmio in favore di forti investimenti. Essa prese il nome di neomanchesterismo.